# Tasio (dibujante)

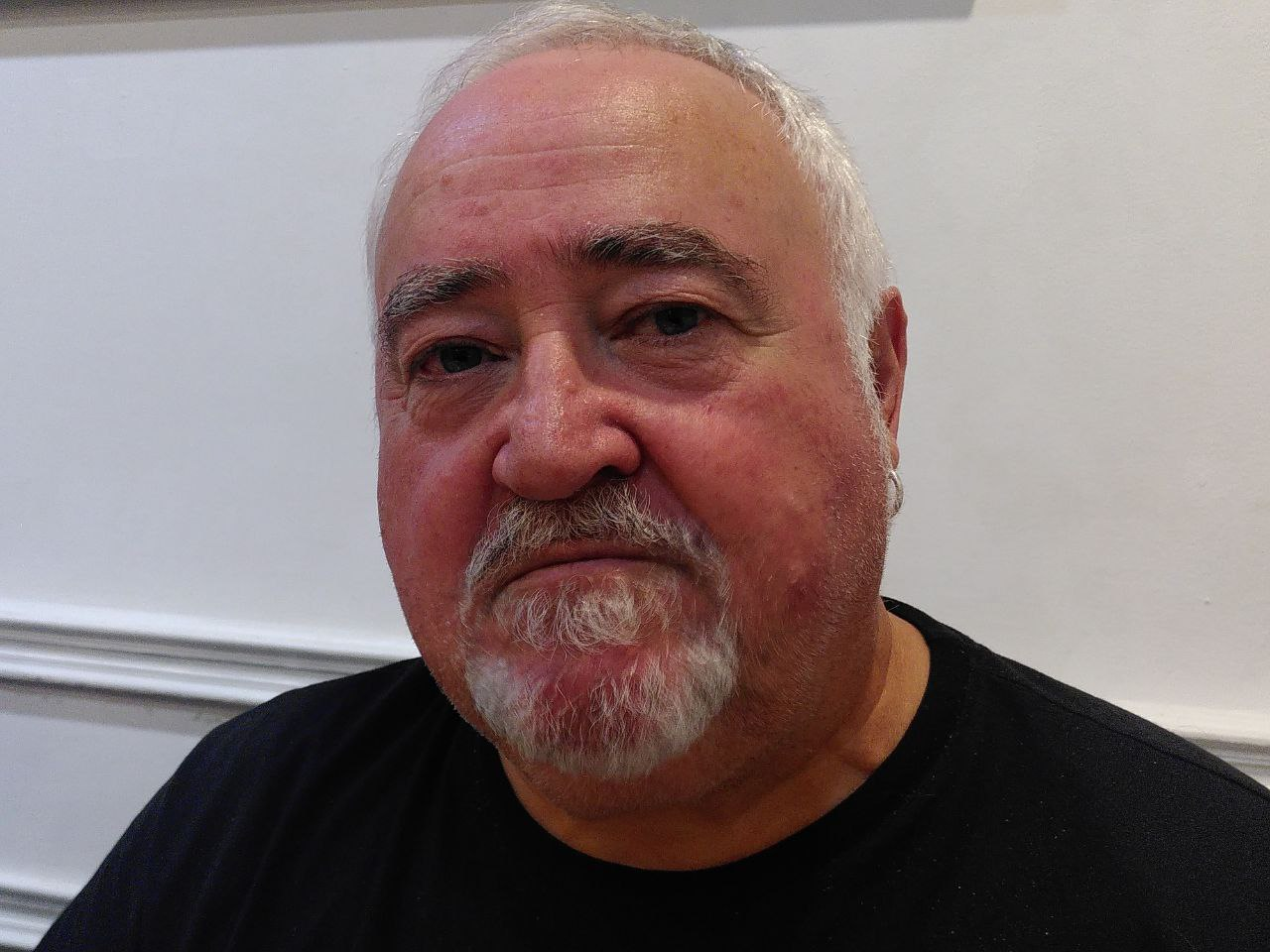
Retrato de Tasio

Javier Etayo Larrainzar, más conocido como  Tasio, nació en  Sesma (Navarra) en 1954. Estudió magisterio, profesión que ejerció durante 10 años, pero desde 1988 ha trabajado como viñetista en varios periódicos y revistas. Desde 1991 y hasta su cierre publicó sus dibujos en Egin y posteriormente en Euskadi Información. Desde el año 1999 en que salió a la luz el diario Gara firma sus tiras cómicas en dicho diario, colabora mensual y quincenalmente con otras revistas, siempre en clave de humor.
Ha publicado varios libros de viñetas, entre los que destacan: "Tasio, la tira en un año" (1999), "Giltzapeko Humorea" (2006), "Historia navarra de Euskal Herria" (2011),"Píldoras" (2012), "Tasio 25 urte. EGINetik GARAra" (2016), "el Corralito Foral" (con Iván Giménez. 2016)y EUStelkeria. Corrupción en el oasis vasco, con Igor Meltxor.
En su carrera como dibujante de humor ha obtenido varios premios:
*2º PREMIO COMIC COLOR GOBIERNO VASCO 1990.
*PRIMER PREMIO COMIC COLOR AYUNTAMIENTO DE BILBAO. 1990.
*2º PREMIO COMIC BLANCO Y NEGRO, CASA DE CULTURA DE BASAURI, 1990.
*PRIMER PREMIO COMIC BLANCO Y NEGRO CASA DE CULTURA DE GERNIKA, 1990.
*2º PREMIO CONCURSO DE HUMOR TELEFÓNICA. MADRID 1991.
PRIMER PREMIO COMIC BLANCO Y NEGRO AYUNTAMIENTO DE PORTUGALETE, 1991.
*2º PREMIO COMIC BLANCO Y NEGRO AYUNTAMIENTO DE ELGOIBAR, 1991.
*PRIMER PREMIO COMIC COLOR SOBRE CONSUMO GOBIERNO VASCO 1992.
*PRIMER PREMIO COMIC COLOR EN EUSKERA AYUNTAMIENTO DE IRUÑA, 1992.
*2º PREMIO COMIC BLANCO Y NEGRO AYUNTAMIENTO DE ELGOIBAR, 1993.
*PREMIO SALON DEL HUMORISTA, CÍRCULO DE LECTORES, MADRID 1995.
*PREMIO DEL PÚBLICO AL MEJOR CÓMIC, ELGOIBAR 1997.
*PRIMER PREMIO CONCURSO COMIC NO SEXISTA, DONOSTIA 1998.
* 2º PREMIO CONCURSO INTERNACIONAL DE HUMOR. TENERIFE 1990.
* MENCION ESPECIAL CONCURSO HUMORFEST 92. FOLIGNO (ITALIA) 1992.
* MENCION ESPECIAL CONCURSO DE HUMOR. TENERIFE 1993.
* 2º PREMIO CONCURSO DE HUMOR POLITICO. LA HABANA (CUBA) 1993.
* PREMIO DEL PERIODICO "PALANTE" EN EL SALON INTERNACIONAL DE 
   SOLIDARIDAD CON CUBA. LA HABANA (CUBA). 1997.
* 3º PREMIO CONCURSO INTERNACIONAL HUMOR TENERIFE. 1998  
* TRES PRIMEROS PREMIOS AL MEJOR COMIC "XVII PREMI SERRA i MORET" DE LA  
  GENERALIDAD DE CATALUÑA. BARCELONA, ABRIL DE 1999, ABRIL DE 2000 Y ABRIL DE 2001
Ha participado en varias exposiciones colectivas con otros dibujantes, entre las que destaca la exposición itinerante por Alemania de dibujantes de cómic del País Vasco y de forma individual en Sesma (diciembre de 1992), Gernika (Bizkaia) (octubre de 1993), Bakio (febrero de 1996), Iruña (marzo de 1996), Ondarroa (julio de 1996), Baiona (julio de 1997), La Cartuja (Zaragoza) (abril de 1999), Tafalla (abril de 1999), Basauri (noviembre de 1999). También ha expuesto de forma individual en el VI SALON DEL COMIC DE BILBAO (diciembre de 1993) y colectivamente en la exposición itinerante "100 años del cómic. DIBUJANTES VASCOS", marzo de 1996.  Exposiciones en  Gernika (junio de 2009), Barakaldo (enero de 2010), Tafalla (febrero de 2010), Gautegiz Arteaga (marzo de 2010), Barrio Donibane de Iruñea (julio de 2011).       